# Negrași
Negraşi é uma comuna romena localizada no distrito de Argeş, na região de Muntênia. A comuna possui uma área de 54.31 km² e sua população era de 2570 habitantes segundo o censo de 2007.